# 742 هـ
742 هـ هي سنة في التقويم الهجري امتدت مقابلةً في التقويم الميلادي بين سنتي 1341 و1342.

## مواليد
- كمال الدين الدميري

## وفيات
- جمال الدين المزي
- المزي